# ساندرا س. غرير
ساندرا س. غرير (بالإنجليزية: Sandra C. Greer)‏ هي كيميائية أمريكية، ولدت في 1945.